# Ducal
A Ducal Roupas foi uma rede de lojas de roupas masculinas brasileira de muito sucesso nas décadas de 1950 e 1960. Seu nome, além de remeter ao nobre título de duque, também era a junção das sílabas das palavras "duas calças", pois quem comprava um paletó e uma calça ganhava outra mais barata e ficava, assim, com duas calças. A promoção deu fama à empresa junto com o seu sistema de crédito.
A Ducal Roupas era referência no mercado de moda masculina na metade do século passado. Seus ternos vestiram vários brasileiros anônimos e famosos em sua época. A Ducal tinha lojas em três estados do país: Rio de Janeiro, São Paulo e Minas Gerais.
A Ducal não era apenas uma grande marca mas sim um grande grupo empresarial da época e que possuía além das lojas, indústrias de roupas e eletrônicos (Denison), supermercados (Dado – o primeiro do gênero no Rio), varejo de utilidades domésticas (Decasa), imobiliárias (Daviga), além de serviços de banco de dados (Datamec), consultoria jurídica, crédito (Banco Delta e Decred), agência de publicidade (Denison Propaganda) e até galeria de arte (Petit Galerie).

## História
Todo esse império começou em 1950 quando o jovem José Vasconcelos de Carvalho, então com 30 anos incompletos, juntou o que aprendeu em cursos de especialização em administração nos Estados Unidos à experiência profissional adquirida nas lojas “A Exposição” - de propriedade do seu pai, Lauro de Souza Carvalho - associou-se aos primos José Cândido e José Luiz Moreira de Souza e abriu uma fábrica de roupas (Cia. Brasileira de Roupas) e a primeira loja da Ducal na Praça Tiradentes, no centro do Rio de Janeiro, então capital federal. Para viabilizar o sonho dos três Josés, foram levantados e investidos vinte e dois milhões de cruzeiros.
As vendas a crédito em até 24 vezes e a ousada promoção das "Duas Calças" foram as primeiras estratégias de marketing para o crescimento da Ducal. A promoção pretendia que o cliente ficasse com uma calça para o trabalho e outra para o esporte.
A Ducal firmou-se como uma marca popular para a classe média-baixa. As roupas da marca eram de boa qualidade, mas não chegavam a ser muito sofisticadas e com cortes impecáveis. “Quem quisesse roupa bem cortada, que procure o alfaiate”, diz Paulo Afonso de Carvalho, irmão de José Vasconcelos, fundador da Ducal.
Na publicidade, a Ducal investiu em modelos e manequins desconhecidos e famosos, como Pelé que, graças à conquista do primeiro título da Copa do Mundo em 1958, começava a despontar também como garoto-propaganda. Foi o primeiro anunciante famoso da Ducal. Era notório que a marca queria usar o esporte como conceito de comunicação. Outro exemplo foi o patrocínio ao programa esportivo de debates “Ducal nos Esportes”, um tipo de programa que hoje chamamos de mesa-redonda. Emerson Fittipaldi também fez algumas campanhas para a marca.
Mas o período próspero da marca acabou na metade dos anos sessenta. A inflação acabou trazendo grandes prejuízos para a Ducal por causa do seu crediário em parcelas fixas e sem correção monetária. Foi necessário que a Ducal se unisse à igualmente famosa rede mineira de eletrodomésticos Bemoreira em 1966.
A parceria teve sucesso entre o final dos anos sessenta e início dos setenta. Mas a inflação continuava prejudicando o sistema de crédito, sem falar na mudança no comportamento de compra e moda do público. Consequentemente, a Bemoreira-Ducal entrou em decadência. À medida que o grupo saía da mídia, as lojas começavam a ser fechadas uma a uma. A última, localizada no município de Duque de Caxias, no Estado do Rio de Janeiro, foi desativada em 1986.